# Nockberge
Nockberge (redkeje Nockgebirge) je najzahodnejše in najvišje gorovje v Krških Alpah (Gurktaler Alpen) in se razprostira po delu Koroške, Salzburške in Štajerske. Zanj so značilni številni obli in travnati vrhovi. 

## Opis
Najvišji vrh je 2441 metrov visok Eisenhut in leži na Štajerskem. Najvišji vrh na Koroškem je Veliki Rosennock z 2440 m nadmorske višine, na Salzburškem pa je najvišji Königsstuhl z 2336 m nadmorske višine, pravzaprav leži na tromeji med deželami.
Nockbergi na severu vse do Katschberga pripadajo Nizkim Turam, visokim do 1641 m. Na zahodu, Jezernica (Lieser) in Drava ločita Nockberge od skupine Ankogel v Visokih Turah in Ziljskih Alp. Južni del sega do Osojskega jezera blizu naselja Sattnitz in Celovške kotline. Na vzhodu Krških Alp so omejeni z linijo Krke-Flattnitzer Höhe (1400 m ü. A.)–Paalbach.
Nockberge lahko razdelimo na osem podskupin. Južno od Bad Kleinkirchheima se nahaja masiv Mirnocks (2110 m) z izjemno obikovanostjo dolin, ki segajo do višine 1343 m, Wöllaner Nocks (2145 m) in Gerlitzen (1909 m). Osrednji del Nockbergov tvorijo Osojske Alpe (2101 m) in Rosennock (2440 m). Na severu pogorja so Schwarzwand (2241 m), Königstuhl (2406 m) in Eisenhut (2441 m).

## Biosferni park
Leta 1980 je hotela deželna vlada na območju Nockberge zgraditi ogromen zimsko športni center s hotelskimi naselji in 18 gorskimi železnicami. Domačini so se uprli tej ideji, saj so življenjsko odvisni od gozda in pašništva in zahtevali zaščito območja. Leta 1981 je bila odprta 33,6 km dolga gorska cesta. 1. januarja 1987 je deželna vlada Koroške območje zaščitila kot Narodni park. Kot razlog so navedeli 69 vrst ptic od tega 13 na rdečem seznamu, nekaj endemičnih rastlin, prav tako so navedli geološke posebnosti, mineralne vrelce in druge posebnosti. Ker to samo po sebi ni bilo dovolj za narodni park, na območju se namreč intenzivno gospodari, so se leta 2004 začele aktivnosti za ustanovitev primernejše zaščite, območje je bilo razglašeno za biosferni rezervat pod okriljem Unesca v velikosti 184,3 km². Gre za model sonaravnega gospodarjenja in varovanja narave (rastlin, živali in habitatov). Pri tem sodelujejo kmetje, lovci in uprava parka. Koncept biosfernega parka Nockberge je bil razvit v sodelovanju z glavnimi regionalnimi zainteresiranimi stranmi: Zbornico za kmetijstvo in gozdarstvo in Upravo Narodnega parka in predstavlja pogodbeni model sodobnega ohranjanja narave. Vse štiri občine: Bad Kleinkirchheim, Krems in Kärnten, Radenthein in Reichenau, Kmetijstvo in gozdarstvo kot tudi turizem, zagotavljajo osnovo za način življenja v območju. Rudarstvo v Radentheinu so ustavili, Bad Kleinkirchheim je označen kot v "Alpsko Wellness mesto". Starodavna tradicija, odnos prebivalcev do zemlje in regionalne specialitete so tisto, kar daje temu območju svoj značaj in razpoznavnost.
Ponovno so naselili svizca, ki so ga v 19. st. skoraj iztrebili zaradi zdravilne maščobe.
Znamenita rastlina Nockbergov je zdravilna špajka (vrsta baldrijana, Valeriana celtica), katere korenine so zdravilne. Je večletna zelnata rastlina, ki zraste do 15 cm visoko in cveti med junijem in avgustom. Nabiranje špajke je v rezervatu strogo omejeno, dovoljenje za to ima le nekaj družin. Njena uporaba je znana že od leta 500 pr.n.št. Posebej priljubljena je bila na Orientu. Glavni izvoznik je bilo mesto Judenburg v Avstriji.
Še ena posebnost se nahaja v Nockbergih. Najobsežnejši smrekov gozd in na višjih legah gozd cemprinov (Pinus cembra), posebne vrste belega bora.

## Uprava
V Nockbergih so sedem informacijskih centrov, ki ponujajo informacije o razstavah in možnostih rekreacije. Mogoče je spoznati rudarsko zgodovino, sirarstvo in pašništvo in ljudske običaje v zgodovini in način življenja danes. Informacijski centri so razporejeni vzdolž alpske ceste in so torej dostopni z motornim vozilom. Sedež uprave je v Ebene Reichenau.

## Nockalmska cesta
Nockalmska cesta poteka skozi sredino parka na način, da je narava čim manj prizadeta. Zgrajena je bila leta 1981 in je dolga skoraj 35 km. Ima 52 zavojev, vsak med njimi je označen s številko in imenom okolju pripadajoče rastline. Najvišja točka je na Eisentalhöhe (nadmorska višina 2042 m), nad dvatisoč metrov se dvigne dvakrat. Iz posameznih izhodišč ob cesti so urejene peš poti vseh težavnostnih stopenj. Med njimi je tudi nekaj učnih poti. V centu Glocken je mogoče videti tudi multimedijsko predstavitev parka. Cesta je odprta od maja do oktobra in je plačljiva.